# 華鵬飛
深圳市華鵬飛現代物流股份有限公司，簡稱深圳市華鵬飛現代物流股份、深圳市華鵬飛現代物流、深圳市華鵬飛，以及華鵬飛（英語：Shenzhen Huapengfei Modern Logistics Company Limited，深交所：300350），於2000年由張京豫（董事長）創立前身為「深圳市华鹏飞运输有限公司」。
現時在國內經營电子信息产业提供物流業務，總部位於深圳市八卦路众鑫科技大厦1306室（邮编:518029）。
发行股票2,167万股，发行后总股本8,667.00万元人民幣，发行价格9.50元人民幣/股，募集资金2.06亿元人民幣，而股份則在深交所創業板上市。

## 連結
- huapengfei.com （页面存档备份，存于）